# Carré mandarin

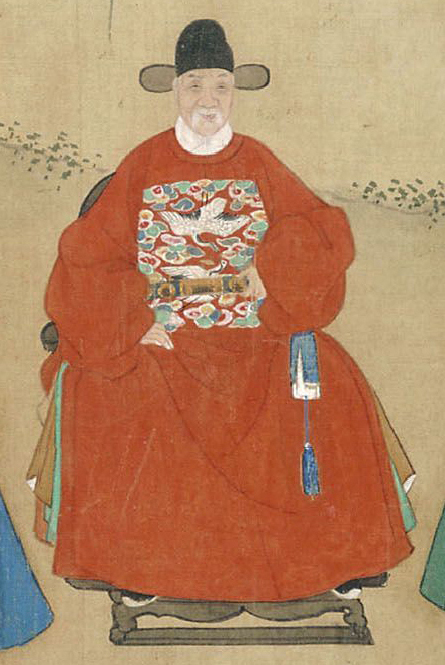
Portrait de Liu Daxia, mandarin chinois de la dynastie Ming. Les deux grues qui ornent sa poitrine sont un « carré mandarin » qui indique à tous qu'il est un fonctionnaire civil de premier rang.

Un Carré mandarin (chinois traditionnel : 補子; chinois simplifié : 补子; pinyin : bŭzi; Wade-Giles : putzŭ) était une large insigne brodée, cousue sur le vêtement des mandarins de la Chine impériale. Cette insigne était brodée de représentations d'animaux ou d'oiseaux brillamment colorés indiquant le rang du dignitaire qui le portait. 

## Histoire
Ces carrés mandarins ont fait leur apparition sous la dynastie Ming. Ils continuèrent ensuite à être utilisés pendant la dynastie Qing.

## Rang des fonctionnaires militaires

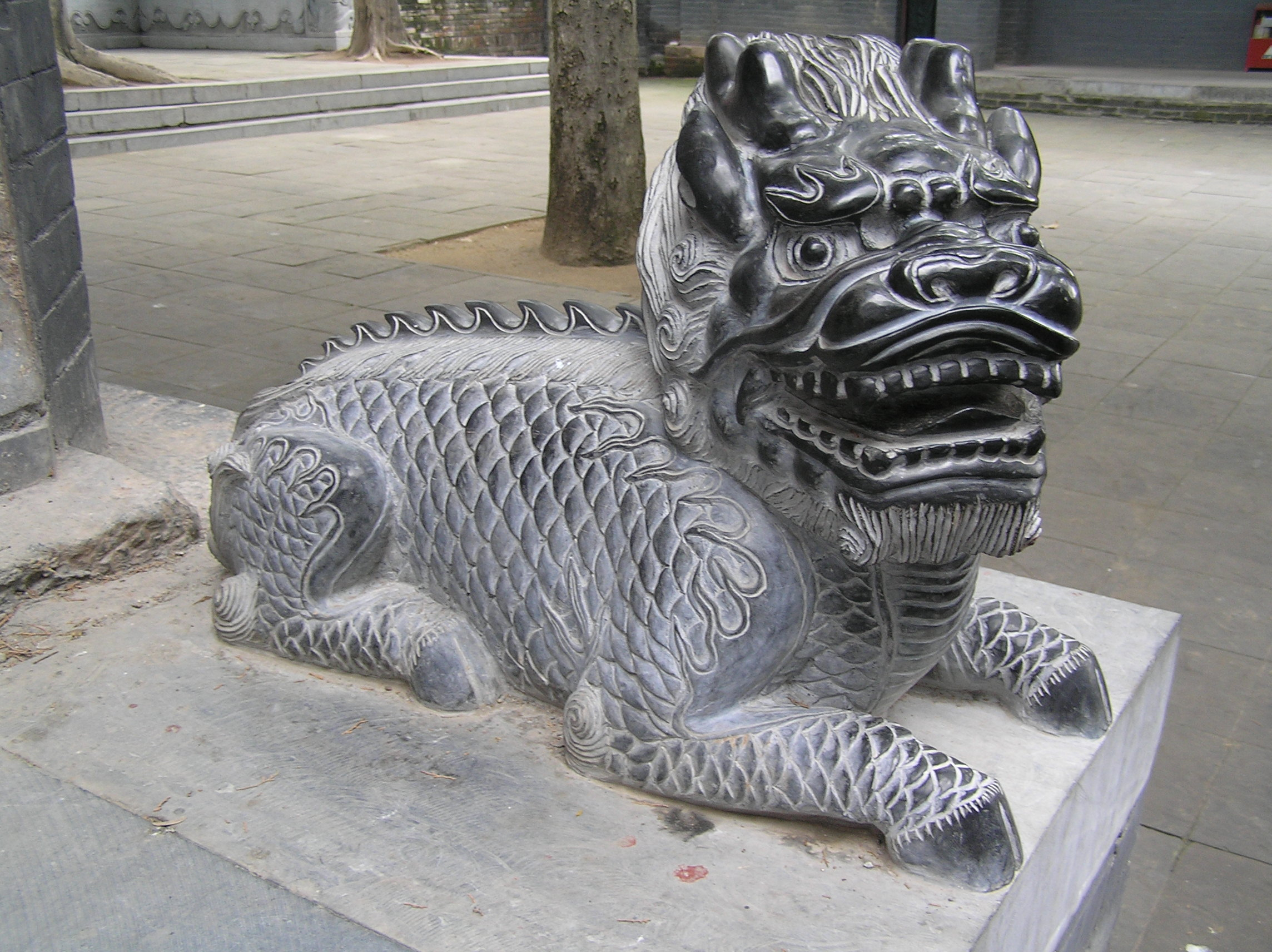
Qilin couché au temple de Shaolin.

Différentes espèces d'animaux étaient utilisées pour indiquer le rang des fonctionnaires militaires.
- Premier rang : le qilin ;

- Deuxième rang : le lion ;

- Troisième rang :  le léopard ;

- Quatrième rang : le tigre ;

- Cinquième rang : l'ours ;

- Sixième rang : le chat tigré ;

- Septième et huitième rang : le rhinocéros

- Neuvième rang : l’hippocampe.

## Rang des fonctionnaires civils
Le rang des fonctionnaires civils, lui, était représenté par un oiseau.
- Premier rang : la grue ;

- Deuxième rang : le faisan doré ;

- Troisième rang :  le paon ;

- Quatrième rang : l'oie ;

- Cinquième rang : le faisan argenté ;

- Sixième rang : l'aigrette ;

- Septième rang :  le canard mandarin

- Huitième rang : la caille

- Neuvième rang : le Tchitrec de paradis.

|                        |
| Gu Lin du premier rang |

|                                 |
| Zhao Bingzhong du deuxième rang |

|                           |
| Xu Ruke du troisième rang |

|                              |
| Li Kaixian du quatrième rang |

|                             |
| Ni Yuanlu du cinquième rang |

|                                |
| Jiang Shaozong du sixième rang |

|               |
| septième rang |

|               |
| huitième rang |

Enfin, les musiciens de la Cour impériale arboraient le loriot.